# Водна дървеница
Водните дървеници (Ilyocoris cimicoides) са вид насекоми от семейство Naucoridae.
Таксонът е описан за пръв път от Карл Линей през 1758 година.

## Подвидове
- Ilyocoris cimicoides cimicoides
- Ilyocoris cimicoides exclamationis
- Ilyocoris cimicoides jonicus